# エミリー・ウィッカーシャム
エミリー・ウィッカーシャム（Emily Wickersham、1984年4月26日-)は、アメリカ合衆国の女優である。

## 人物
出生地	ニューヨーク州ママロネック
パートナー James Badge Dale

## 出演作品

### テレビ
- NCIS 〜ネイビー犯罪捜査班（エレノア・“エリー”・ビショップ）
- ブリッジ 〜国境に潜む闇（ケイト・ミルライト）
- LAW&ORDER クリミナル・インテント
- ザ・ソプラノズ 哀愁のマフィア

### 映画
- ファインド・アウト（モリー）